# Loya jirga

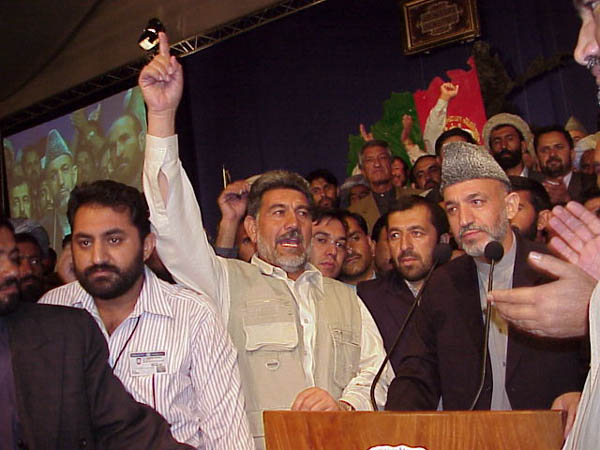
Hamid Karzai (i fårskinnsmössa) utsedd till ordförande för afghanska övergångsadministrationen i Loya Jirga den 13 juli 2002, som hölls i Kabul, Afghanistan.

Loya jirga (pashto : لويه جرګه , "stor samling") är en speciell typ av beslutande församling som huvudsakligen anordnas för att välja en ny statschef i händelse av den sittande plötslig död, för att anta en ny konstitution eller för att besluta i nationella eller regionala frågor som t. ex. krig. I Afghanistan har Loya jirgas organiserats sedan åtminstone början 1700-talet när Hotaki- och Durrani-dynastierna kom till makten.
Loya jirga är en föregångare till dagens skriftliga eller fasta lagar och förespråkas främst av det pashtunska folket, men också, i mindre utsträckning, av andra närliggande grupper som har påverkats av pashtuner (historiskt kända som afghanerna).

## Historik
De gamla ariska stammar, som tros ha talat proto-indo-iranska, kom ner i återkommande vågor från Centralasien och Afghanistan. De praktiserade ett slags jirgasystem med två typer av råd - simite och sabha. Simite (toppmötet) bestod av äldste och stamhövdingar. Kungen deltog också i simitesessionerna. Sabha var ett slags landsbygdsråd. Det indiska parlamentet är däremot uppdelat i Rajya Sabha (senaten) och Lok Sabha (representanthuset) efter Westminstermodell. Panchayat Samiti betecknar istället landsbygdsråden.
Det användes över tiden för val av styrande och hövdingar och debatt om principfrågor. Från tiden för den store Kushanledaren Kanishka till 1970-talet fanns det sexton nationella Loya jirgas och hundratals mindre. Institutionen, som är flera hundra år gammal, är en idé liknande den islamiska "shura", eller rådgivande församling. I det afghanska samhället är Loya jirga fortfarande kvar och förespråkas mestadels av stamledare för att lösa interna eller externa tvister med andra stammar. I vissa fall fungerar de som kommunmöte.
När afghanerna tog makten försökte de legitimera sitt ingrepp med en sådan jirga. Medan bara pashtunerna till en början tilläts delta i jirgas, fick senare även andra etniska grupper som tajiker och hazarer delta, men mera som observatörer. Medlem av jirgas var mestadels medlemmar av den kungliga familjen, religiösa ledare och stamledare för afghanerna. Kung Amanullah Khan institutionaliserade jirgan. Från Amanullah och fram till Mohammed Zahir Shahs (1933-1973) och Mohammed Daoud Khans (1973-1978) regeringsperioder erkändes jirgan som ett allmänt möte för regionala pashtunska ledare.
Mötena följer inte någon fastställd plan, utan kallas snarare när frågor eller tvister uppstår. Det finns ingen tidsgräns för varaktigheten av en Loya jirga, och mötena tar ofta lång tid då beslut endast kan tas som en grupp och argumentationen kan pågå flera dagar. Olika frågor kan behandlas, såsom större katastrofer, utrikespolitik, krigsförklaring, legitimiteten av ledare och införandet av nya idéer och lagar.

## Afghanistan
- 1707-1709 - Loya jirga samlades av Mir Wais Hotak i Kandahar 1707, men enligt Ghulam Mohammad Ghobar i Manja 1709.
- Oktober 1747 - En jirga i Kandahar för afghanska företrädare som utsett Ahmad Shah Durrani som sin nya ledare.
- September 1928 - En jirga i Paghman, kallad av kung Amanullah - den tredje Loya jirga under hans regeringstid (1919-1929) för att diskutera reformer.
- September 1930 - En jirga med 286 deltagare kallade av Mohammed Nadir Shah för att bekräfta hans trontillträde.
- 1941 - kallad av Zahir Shah för att godkänna neutralitet i andra världskriget.
- 1947 - hållen av pashtunerna i Tribalområdet att välja mellan att gå till Indien eller Pakistan.
- 26 juli 1949 – efter snabbt försämrade Afghanistan-Pakistan relationer under en tvist för att officiellt förklara att de inte längre erkänner gränsen från 1893 enligt Durandlinjen  mellan de två länderna.
- September 1964 - Ett möte med 452 deltagare kallade av Zahir Shah för att godkänna en ny konstitution.
- Juli 1974 - Ett möte med Pakistan över Durandlinjen.
- Januari 1977 – Godkännande av den nya konstitutionen med det av Mohammed Daoud Khan upprättande enpartistyret i Republiken Afghanistan.
- April 1985 - Ratificering den nya konstitutionen i Demokratiska republiken Afghanistan.
- September 2001 - Fyra olika Loya jirga-rörelser för ett avslut av talibanstyret. En del kommunikation ägde rum mellan var och en av dem.
- 13 juni 2002 - 13 juli 2002, 2002 års Loya jirga i Afghanistan valde Hamid Karzai till ledare.[1]
- December 2003 - att debattera den föreslagna afghanska konstitutionen.
- 2006 - Afghanistans president Hamid Karzai proklamerade att han och den pakistanska presidenten gemensamt kommer att leda en Loya jirga för att avsluta en tvist om gränsattacker.
- December 2009, efter hans omtvistade omval, meddelade president Hamid Karzai att han avsåg att gå vidare med en plan för en Loya jirga för att diskutera det talibanska upproret. Talibanerna inbjöds att delta i denna jirga.
- Juni 2010, i Kabul, där omkring 1600 delegater från alla etniska grupper deltog för ett fredssamtal med talibanerna.
- November 2013, i Kabul, där omkring 3000 deltog för att diskutera styrkornas status än 2014.

## Pakistan
I april 2006 erbjöd sig Balochistans tidigare  premiärminister Taj Muhammad Jamali  att ordna ett möte mellan president Pervez Musharraf och en Loya jirga för fred i Balochistan. En Loya jirga hölls i Kalat i september 2006 för att meddela att ett fall  om suveränitet och rättigheter för balochfolket skulle lämnas till Internationella domstolen.